# Steatyt

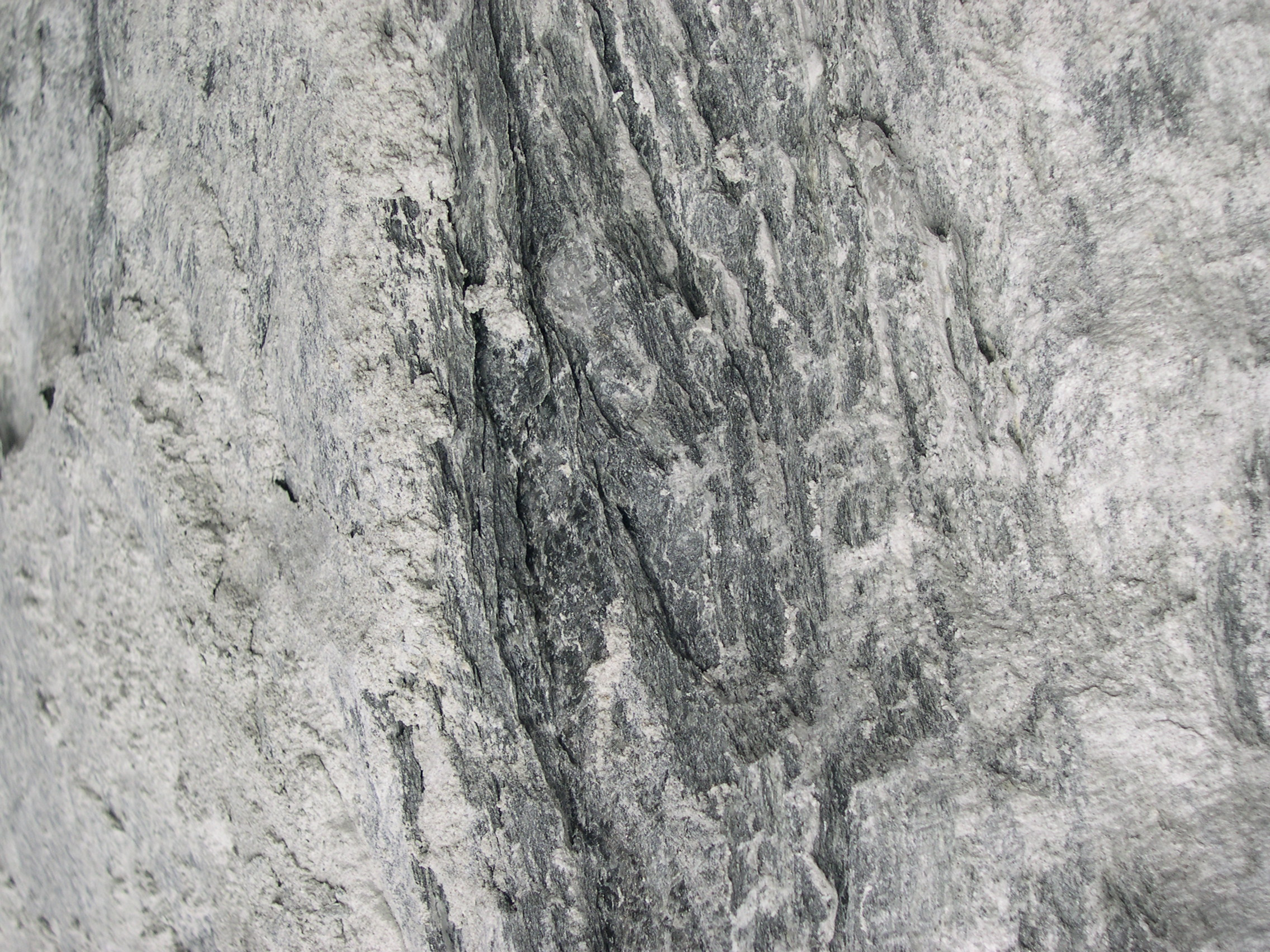
Steatyt w Finlandii

Steatyt (gr. στεατίτης od στέαρ dop. στέατος „tłuszcz, łój”) – rzadki składnik skorupy ziemskiej. Steatyt jest skałą metamorficzną. Powstał w wyniku reakcji minerałów, do której doszło w bardzo wysokiej temperaturze oraz pod bardzo wysokim ciśnieniem. Steatyt tworzy w skorupie ziemskiej obce formacje, ponieważ jego składniki pochodzą z materiałów skalnych znajdujących się w warstwie poniżej skorupy ziemskiej – z płaszcza Ziemi.
Termin steatyt (ang. soapstone „mydlany kamień”) jest stosowany dla wielu różnych rodzajów skał, o różnym składzie mineralnym oraz o różnych właściwościach. Jedyną cechą wspólną dla różnych typów steatytu jest to, że mogą one być łatwo obrabiane, ze względu na dużą zawartość talku. Inne właściwości, takie jak odporność na temperaturę oraz zdolność do magazynowania ciepła są zmienne i tym samym nie wszystkie rodzaje skał tej kategorii posiadają właściwości umożliwiające ich wykorzystanie do budowy kominków steatytowych.
Steatyt o wyjątkowej wysokiej jakości jest znajdowany w należącym do firmy NunnaUuni Oy złożu MammuttiStone w Północnej Karelii, regionie Finlandii. Przemieścił się on do skorupy ziemskiej z płaszcza Ziemi w przybliżeniu 2700 milionów lat temu. W wyniku procesu fałdowania się łańcuchów górskich, część dna oceanów oraz znajdującego się pod nim płaszcza Ziemi została przesunięta wyżej, jako tak zwany kompleks ofiolityczny pomiędzy granity oraz inne typy skał występujących w skorupie ziemskiej.
Znakomitej jakości steatyty występują też w hrabstwie Kisii w południowo-zachodniej Kenii. Występują naturalnie w różnych kolorach. Steatyt biały i różowy jest bardziej miękki i łatwiejszy w obróbce, podczas gdy steatyt czarny jest najtwardszy.

## Główne składniki steatytu

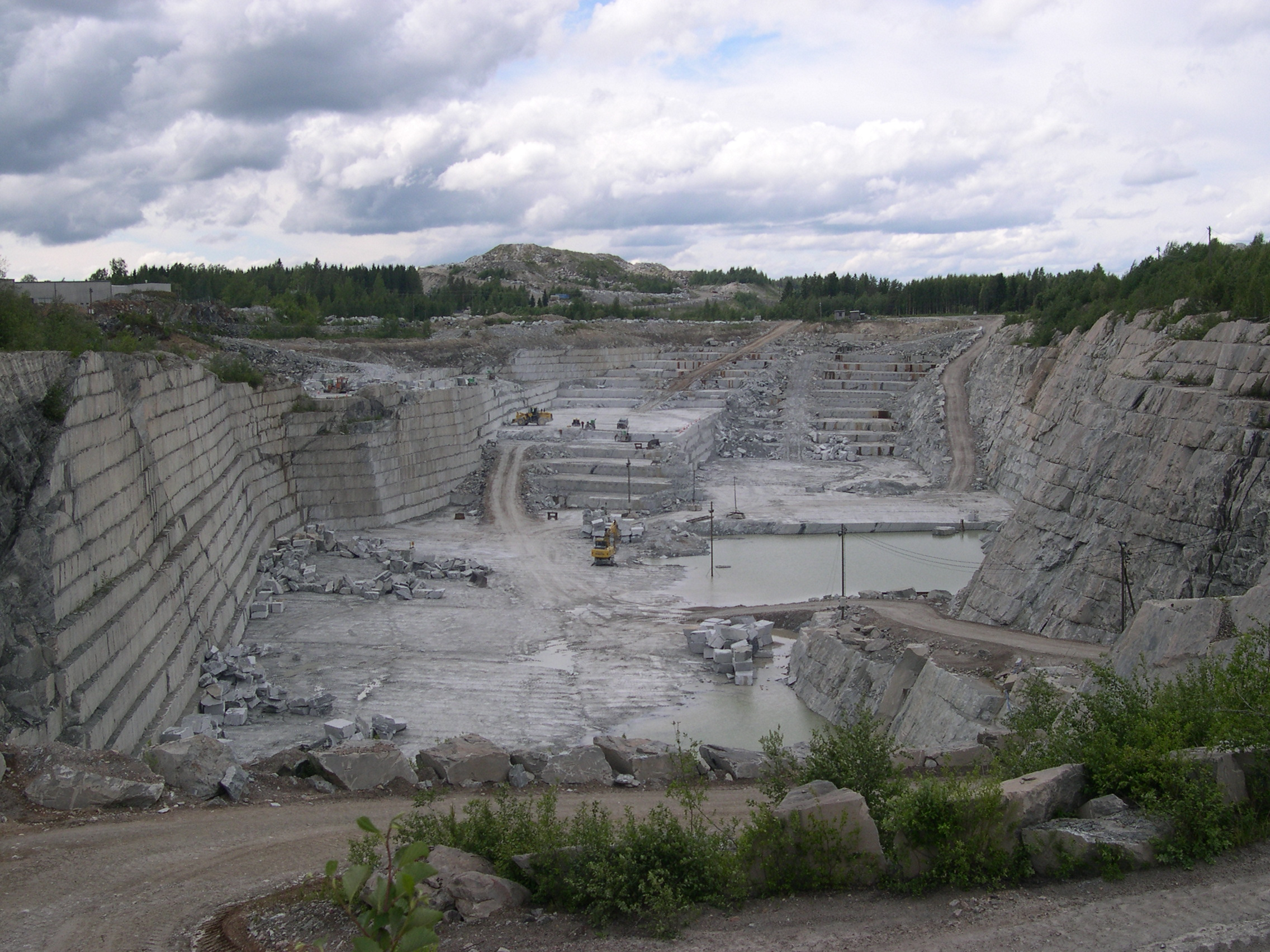
Kopalnia kamienia steatytowego w Finlandii

Zgodnie z definicją wszystkie typy steatytów muszą zawierać dużą ilość talku, ale proporcje oraz typy innych minerałów mogą znacząco się różnić. Głównym oprócz talku składnikiem mineralnym większości typowych steatytów są: mika, chloryt, amfibol, piroksen oraz serpentynit. W oparciu o skład mineralny steatyty można podzielić na typ zawierający mikę, chloryt itd. Odmiany zawierające magnezyt są bardzo rzadkie, a magnezyt odgrywa znaczącą rolę w zwiększeniu zdolności skały do magazynowania ciepła.
Skała charakteryzuje się najlepszą odpornością na ciepło, składa się głównie z dwóch typów minerałów, magnezytu oraz talku. Podgrzanie steatytu do temperatury przekraczającej 925 °C może prowadzić do powstania nowego typu minerału, peryklazu.

## Wykorzystanie
W dawnej Birmie rysiki ze steatytu wykorzystywane były do pisania tekstów na zaczernionym papierze – parabaików.
Większość kenijskiego steatytu jest wydobywana, rzeźbiona, często także barwiona i sprzedawana przez członków plemienia Kisii. Od stuleci używali oni steatytu do celów domowych, tworząc z niego talerze, miski, naczynia i figurki. Obecnie służy on także do rzeźbienia wyrobów pamiątkarskich i artystycznych. Zajęcie to stało się głównym źródłem dochodu dla wielu rodzin, a ich piękne wyroby ze steatytu sprzedawane są w całej Kenii, a także eksportowane na cały świat.
Inuici z obszaru północnej Kanady wykorzystują steatyt o szarej lub ciemnozielonej barwie, miękki i łatwy w obróbce, jako surowiec, z którego rzeźbią figurki arktycznych zwierząt.
W przemyśle elektrotechnicznym ze steatytu (rzadko z wysokiej jakości ceramiki) wykonuje się korpusy wkładek bezpiecznikowych. 
Odporność na ciepło powoduje, że bywa również używany w domach mieszkalnych do obudowy kominków.